# French Connection (film)
Pour les articles homonymes, voir French Connection (homonymie) et French.
Série
French Connection 2
(1975)
Pour plus de détails, voir Fiche technique et Distribution.
French Connection (The French Connection), ou La Filière française au Québec, est un film policier américain réalisé par William Friedkin, sorti en 1971. Il met en vedette Gene Hackman, Fernando Rey et Roy Scheider.
Le scénario s'inspire du livre homonyme de Robin Moore, paru en 1969, qui retrace l'enquête de deux policiers du New York City Police Department, Eddie Egan (en) et Sonny Grosso, sur les frères Pasquale et Tony Fuca, neveux d'Angelo « Little Angie » Tuminaro, un membre de la famille Lucchese-Genovese. Les frères Fuca sont soupçonnés d'être à la tête d'un trafic d'héroïne à New York. Il s'avère que ce réseau importait depuis la France la majeure partie de l'héroïne consommée dans la ville à l'époque du livre et du film. Par ailleurs, Egan et Grosso ont été invités à tenir des rôles dans le film.
L'atmosphère générale, la caractérisation des personnages et le style narratif du film américain sont en majeure partie influencés par le film français Le Samouraï (1967) de Jean-Pierre Melville. William Friedkin s'est également inspiré de l'interprétation d'Alain Delon, qui incarne un tueur à gages solitaire et méthodique, pour façonner le personnage de Popeye Doyle (Gene Hackman). La scène de poursuite dans le métro de The French Connection est d'ailleurs reprise du Samouraï.
Il est, depuis l'introduction de la classification de la Motion Picture Association, le premier film classé R (interdiction aux moins de 17 ans) de l'histoire du cinéma américain à avoir gagné l'Oscar du meilleur film.
Premier grand succès de son réalisateur, il remporta en tout cinq Oscars : meilleur film, meilleur réalisateur, meilleur scénario adapté pour Ernest Tidyman, meilleur acteur pour Gene Hackman, et meilleur montage. Roy Scheider fut nommé pour l'Oscar du meilleur acteur dans un second rôle et le film pour l'Oscar de la meilleure photographie et l'Oscar du meilleur mixage de son. Par ailleurs, Tidyman reçut pour son scénario le prix Edgar-Allan-Poe et une nomination pour le Golden Globe. Le film est classé à la 70e place des meilleurs films du cinéma américain par l'American Film Institute.
En 2005, le film a été sélectionné par le National Film Registry pour être conservé à la bibliothèque du Congrès aux États-Unis pour son « importance culturelle, historique ou esthétique »[réf. obsolète].

## Synopsis
À Marseille, un policier est en train de surveiller Alain Charnier (interprété par Fernando Rey), un riche criminel français soupçonné de diriger la plus grosse organisation de trafic d'héroïne du monde. Le policier est tué par le bras droit de Charnier, Pierre Nicoli (Marcel Bozzuffi). Pendant ce temps, à New York, deux policiers du service des stupéfiants, Jimmy « Popeye » Doyle (Gene Hackman) et Buddy « Cloudy » Russo (Roy Scheider), mènent une enquête sous couverture dans le quartier de Bedford-Stuyvesant à Brooklyn. Après avoir assisté à une transaction de drogue dans un bar, Cloudy interpelle un suspect, qui résiste et lui entaille le bras avec un couteau. Après l'avoir arrêté et sévèrement battu, les policiers interrogent ce suspect qui leur révèle qu'il fait partie d'un réseau de trafic de stupéfiants bien plus important. Par ailleurs, Charnier prévoit de passer en contrebande de l'héroïne d'une valeur de 32 millions de dollars à destination des États-Unis en utilisant une voiture, une Lincoln Continental Mark III, conduite par un ami au-dessus de tout soupçon : un présentateur de télévision français très célèbre, Henri Devereaux (Frédéric de Pasquale).

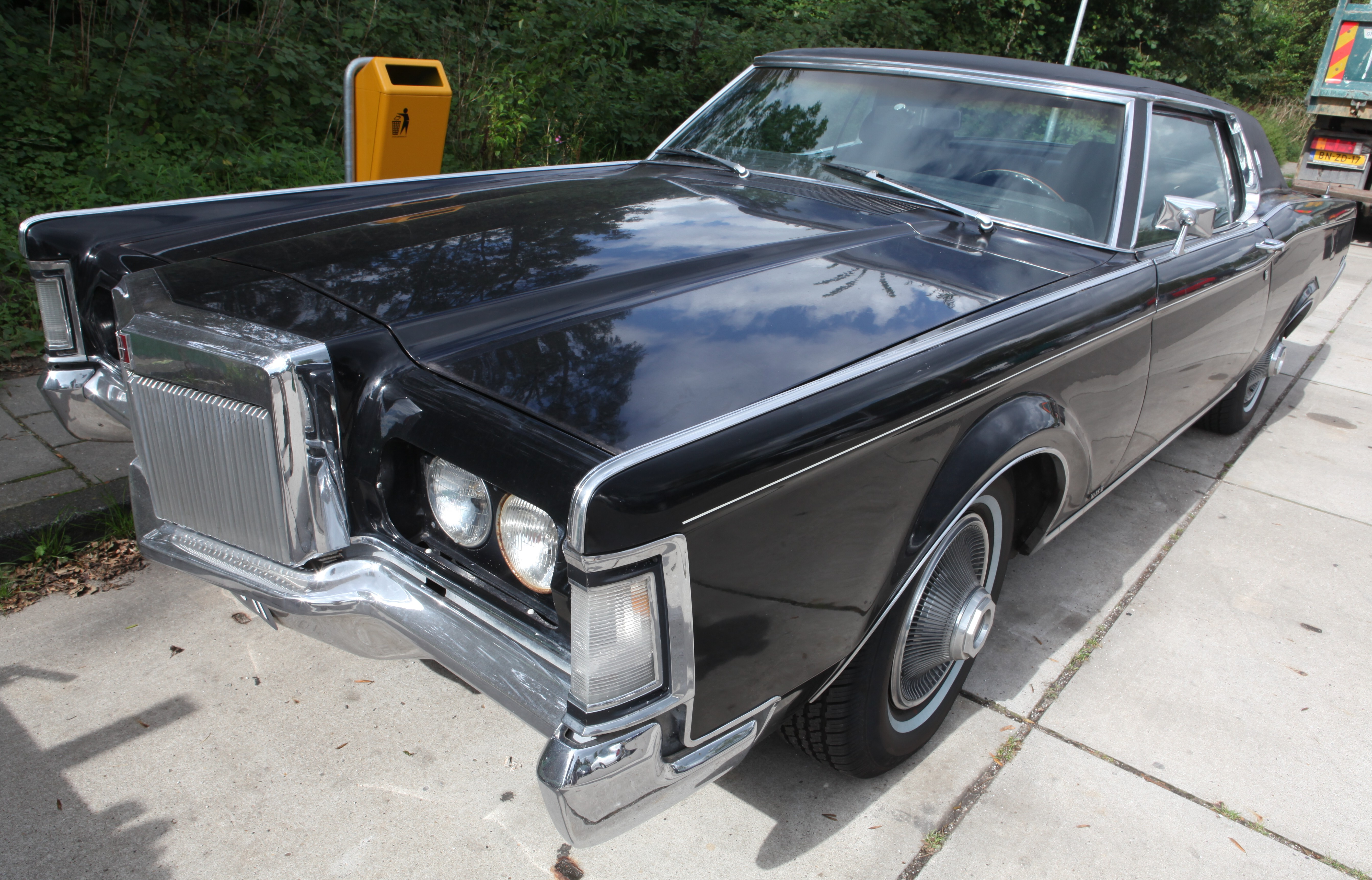
Une Lincoln Continental Mark III semblable à celle du film.

Plus tard, les policiers Popeye et Cloudy sont au Copacabana, où chante le groupe The Three Degrees. Popeye remarque que Salvatore « Sal » Boca (Tony Lo Bianco) et sa jeune femme de 19 ans, Angie (Arlene Farber), discutent avec des membres de la mafia impliqués dans le trafic de drogue. Ils suivent les époux : ils ont un petit restaurant (luncheonette) et tous les deux ont un casier judiciaire, Sal pour vol à main armée et meurtre, Angie pour vol à l'étalage. Les policiers suspectent les Boca, qui ont un train de vie fastueux, de participer à des activités criminelles. Ils font bientôt le lien entre le couple Boca et un avocat, Joel Weinstock (Harold Gary), lié à des trafiquants de drogue.
Popeye apprend d'un informateur qu'une importante cargaison d'héroïne doit arriver à New York. Les policiers convainquent leur supérieur, Walt Simonson (Eddie Egan (en)), de mettre sur écoute les téléphones du couple Boca. Ils rusent et obtiennent d'autres informations. Popeye et Cloudy sont rejoints dans leur enquête par deux agents fédéraux, Klein (Sonny Grosso) et Mulderig (Bill Hickman (en)). Popeye et Mulderig se détestent cordialement parce qu'il leur est arrivé de travailler ensemble par le passé, et que Mulderig a alors rendu Popeye responsable de la mort d'un policier.
Après que la Lincoln de Devereaux est débarquée à New York, le chimiste (Pat McDermott) de l’avocat véreux Weinstock teste un échantillon d'héroïne — qui s'avère être très pure — et affirme que la marchandise vaudra bien plus de 32 millions de dollars à la revente pour seulement 500 000 dollars d'investissement. Boca est impatient de faire affaire avec Charnier, qui  souhaite rapidement retourner en France, tandis que Weinstock, plus expérimenté, le tempère, en lui indiquant que son téléphone est sur écoute et que la police enquête sur lui.
Charnier réalise qu'il est suivi depuis son arrivée à New York et sème Popeye dans le métro. Son complice Nicoli propose de tuer Popeye, mais Charnier n'est pas d'accord, sachant que Popeye serait remplacé. Nicoli insiste, arguant qu'ils seront repartis en France avant qu'il ne soit remplacé.
Nicoli tente d'assassiner Popeye depuis le toit de son immeuble mais échoue. Popeye prend en chasse l'assassin. Durant sa fuite, Nicoli s'échappe par le métro aérien à la station Bay 50th Street (en) à Bensonhurst. Popeye réquisitionne une voiture et remonte à contresens l'avenue Stillwell (en). Dans le métro, Nicoli menace le conducteur avec son arme et tue un policier qui tentait de s'interposer. Le conducteur est atteint d’une crise cardiaque, en conséquence la rame vient en percuter une autre quand elle arrive en bout de ligne, projetant Nicoli contre les vitres. Popeye arrive sur les lieux et voit le tueur descendre les escaliers de la plate-forme. Apercevant Popeye, Nicoli tente de rebrousser chemin mais Popeye l'abat d'une balle dans le dos.
Après avoir suivi Devereaux, Popeye saisit sa voiture Lincoln, la démonte, ne trouve pas de drogue ; constatant que la voiture pèse 60 kg de plus que le poids déclaré par le constructeur, les policiers continuent leurs recherches, et finissent par trouver la drogue dans le marchepied. La police replace la drogue au même endroit de la voiture, remonte le véhicule à l'identique et le restitue à Devereaux, qui le livre à Charnier.
Charnier réalise la transaction dans une usine désaffectée de Ward's Island. Le chimiste de Weinstock teste un sachet et confirme la qualité du produit. Charnier remplace les sachets par l'argent de la transaction dans le marchepied de la voiture, qu'il compte rapatrier en France. La transaction est terminée, lui et Sal quittent l'endroit en voiture mais les forces de police interviennent, menées par Popeye. L'intervention oblige la Lincoln à revenir vers l'usine. Sal est tué au cours d’une fusillade avec la police et les autres hommes de main se rendent.
Charnier s'échappe, Popeye le poursuit dans l'usine et Cloudy le rejoint. Popeye voit une ombre, lui tire dessus ; l'homme abattu n'est pas Charnier mais Mulderig. Décontenancé, Popeye dit à Cloudy qu'il compte avoir Charnier. Après avoir rechargé son pistolet, Popeye repart à sa poursuite et, quelques secondes plus tard, un autre coup de feu éclate.
En toute fin du film, un panneau révèle le sort  réservé aux principaux personnages : les deux policiers Popeye et Cloudy ont été transférés de la brigade des stupéfiants vers une autre unité, l’avocat véreux Joël Weinstock n'a jamais été condamné, Angie Boca a écopé d’une peine de prison avec sursis, son frère Lou a bénéficié d’une réduction de peine, le passeur Henri Devereaux a fait quatre ans de prison aux États-Unis et Alain Charnier n'a jamais été interpellé, et continuerait à vivre tranquillement dans le Sud de la France.

## Fiche technique
Sauf indication contraire, les informations mentionnées dans cette section peuvent être confirmées par les bases de données cinématographiques  présentes dans la section « Liens externes ».
- Titre : French Connection
- Titre original : The French Connection
- Titre québécois : La Filière française
- Réalisation : William Friedkin
- Scénario : Ernest Tidyman, d'après le livre The French Connection de Robin Moore (paru en 1969 aux États-Unis et en 1972 en France)
- Musique : Don Ellis
- Photographie : Owen Roizman
- Son : Chris Newman, Theodore Soderberg (en)
- Montage : Gerald B. Greenberg
- Décors : Ben Kasazkow, Edward Garzero
- Costumes : Ben Kasazkow, Joseph Fretwell III
- Coordination des effets spéciaux et cascades : Pierre Gare
- Affiche : René Ferracci (France)
- Production : Philip D'Antoni
- Sociétés de production : D'Antoni Productions, Schine-Moore Productions
- Société de distribution : 20th Century Fox
- Budget : 1 800 000 $ (estimation)[6]
- Pays de production :  États-Unis
- Langues originales : anglais et français
- Format : couleur (Deluxe) — 1,85:1 — 35 mm — version mono et version stéréo 4 pistes (Westrex Recording System)
- Genre : policier
- Durée : 104 minutes
- Dates de sortie : 
  - États-Unis : 7 octobre 1971 (New York) ; 9 octobre 1971 (sortie nationale)
  - France : 14 janvier 1972
- Classification :
  - États-Unis : R (restricted)[n 1]
  - France : tous publics[7]

## Distribution
Sauf indication contraire, les informations mentionnées dans cette section peuvent être confirmées par les bases de données cinématographiques  présentes dans la section « Liens externes ».
- Gene Hackman (VF : Claude Joseph) : l’inspecteur James R. (Jim) « Popeye » Doyle
- Fernando Rey (VF : René Arrieu) : Alain Charnier, le chef presumé de la French Connection
- Roy Scheider (VF : Serge Lhorca) : l’inspecteur Buddy « Cloudy » Russo
- Tony Lo Bianco (VF : Marc de Georgi) : Salvatore « Sal » Boca
- Marcel Bozzuffi (VF : lui-même) : Pierre Nicoli, le tueur à gages d'Alain Charnier
- Frédéric de Pasquale (VF : lui-même) : Henri Devereaux, le présentateur de la télévision française
- Bill Hickman (en) (VF : Henry Djanik) : Bill Mulderig, le premier agent fédéral
- Harold Gary (VF : Jean Martinelli) : l’avocat véreux Joel Weinstock
- Eddie Egan (en) (VF : Jean-Claude Michel) : Walt Simonson[n 2]
- Sonny Grosso (VF : Raymond Loyer) : Clyde Klein, le second agent fédéral
- André Ernotte : La Valle (crédité Andre Ernotte)
- Ann Rebbot : Marie Charnier
- Benny Marino (VF : Georges Aubert) : Lou Boca
- Arlene Farber (VF : Michèle Bardollet) : Angie Boca, la femme de Sal Boca
- Patrick McDermott (VF : Jean-Pierre Leroux) : Howard, le chimiste (crédité Pat McDermott)
- Alan Weeks (VF : Med Hondo) : Willie Craven, un trafiquant de drogue
- Irving Abrahams (VF : Pierre Leproux) : Irving, le mécanicien du garage
- Randy Jurgensen (en) (VF : Gérard Hernandez) : Randy, le sergent de police au garage
- Andre Trottier : Wyett Cohn
- Al Fann (VF : Sady Rebbot) : Hector, l'informateur dans les toilettes
- Fayette Pinkney : un membre du groupe The Three Degrees
- Sheila Ferguson (en) : un membre du groupe The Three Degrees
- Valerie Holiday : un membre du groupe The Three Degrees
- William Coke (VF : Georges Aubert) : le conducteur du métro aérien
- Eric Jones (VF : Fabrice Bruno) : Eric, le petit garçon (non crédité)
- Robert Weil (VF : Robert Bazil) : le commissaire-priseur à la casse (non crédité)
- Santos Morales (VF : Michel Paulin) : le chef des voyous portoricains (non crédité)
- Maureen Mooney : la jeune femme à la bicyclette et aux bottes rouges (non créditée)
- Lora Mitchell : la femme à la poussette se faisant tirer dessus (non créditée)
- Darby Lloyd Rains (en) : une strip-teaseuse (non créditée)
- Jean Luisi : l’inspecteur de police français tué à Marseille (non crédité)

## Production

### Genèse du film
L'atmosphère générale, la caractérisation des personnages et le style narratif du film sont en majeure partie influencés par Le Samouraï (1967) de Jean-Pierre Melville. William Friedkin s'est également inspiré du personnage incarné par Alain Delon, qui joue un tueur à gages solitaire et méthodique, pour façonner le personnage de Popeye Doyle (Gene Hackman). La scène de poursuite dans le métro de The French Connection est d'ailleurs reprise de Bullitt et du Samouraï .
Le scénario s'inspire de faits réels, ceux du trafic de drogue des années 1960 (jusqu'au début des années 1970) appelé French Connection. À cette époque, 80 % de l'héroïne arrivant illégalement sur la côte est des États-Unis provenait du Sud de la France. En plus des deux personnages principaux, plusieurs personnages du film s'inspirent de personnages réels. Le personnage d'Alain Charnier est basé sur celui de Jean Jehan, qui a été arrêté à Paris pour trafic de stupéfiants. Malgré cela, il n’a jamais été extradé vers les États-Unis, la France n'extradant pas ses citoyens. Le réalisateur explique la mansuétude supposée de la justice française à son égard par le fait que Charnier alias Jean Jehan aurait effectué son service militaire sous les ordres du général de Gaulle.
Salvatore « Sal » Boca est inspiré de Pasquale « Patsy » Fuca et de son frère Anthony. Angie Boca correspond à Barbara, la femme de Patsy, qui a écrit une autobiographie (avec l'aide de Robin Moore) sur sa vie avec Patsy. Les frères Fuca et leur oncle faisaient partie d'une équipe de trafiquants de drogue en lien avec les cinq familles du crime new-yorkais. Henri Devereaux, qui importe la voiture Lincoln à New York, est inspiré de Jacques Angelvin, acteur puis présentateur de la télévision française, qui fut arrêté aux États-Unis en 1962 pour importation illégale de produits stupéfiants. Il a été condamné à six ans de prison dans un pénitencier fédéral. Il a en a effectué quatre avant d'être expulsé vers la France. Par la suite, il est devenu agent immobilier. Avant la sortie du film, Gérard Oury s'était déjà inspiré de son histoire pour tourner Le Corniaud avec Bourvil en 1964. Le personnage de l’avocat véreux Joel Weinstock est, selon les commentaires du réalisateur, une composition de plusieurs trafiquants de drogue similaires.
French Connection s'attache à décrire le déroulement de l'enquête avec la plus grande authenticité possible. C'est cette recherche de réalisme qui fait l'originalité du film et son aspect documentaire. De nombreuses scènes ont été tournées caméra à l'épaule, dans des décors réels en lumière naturelle.

### Choix de la distribution
Bien que la distribution se soit révélée être l'une des grandes forces du film, le réalisateur William Friedkin eut des problèmes avec le choix des acteurs dès le départ. Fortement opposé au choix de Gene Hackman pour le rôle principal, Popeye Doyle, il pressentit Paul Newman, Jackie Gleason et le journaliste new-yorkais Jimmy Breslin, qui n'avait jamais joué auparavant. Mais le budget du film ne permettait pas d'engager Newman, tandis que la 20th Century Fox ne voulait pas de Gleason en raison de l'échec commercial de Gigot, le clochard de Belleville, en 1962[réf. à confirmer], et Breslin refusa de prendre le volant d'une voiture, nécessaire pour la scène de poursuite en voiture. James Caan et Peter Boyle furent également dans la liste pour incarner Doyle, mais refusèrent successivement[réf. à confirmer]. Steve McQueen fut un temps envisagé, mais ne voulait pas faire d'autre film policier après Bullitt[réf. à confirmer], et comme Newman, son cachet aurait dépassé le budget de production du film. Charles Bronson et Rod Taylor furent également pressentis pour incarner Doyle, avant que Gene Hackman ne soit finalement engagé pour le rôle.
Le choix de Fernando Rey pour incarner Alain Charnier, l'antagoniste principal du long métrage, résulte d'une erreur d'identité : William Friedkin avait demandé à son directeur de casting d'engager un acteur espagnol qu'il avait vu dans Belle de jour, de Luis Buñuel, mais dont il ne connaissait pas le nom : Francisco Rabal. Rey, qui avait tourné à plusieurs reprises sous la direction de Buñuel, fut contacté à la place de Rabal. Après que ce dernier eut finalement été retrouvé, la production découvrit qu'il ne parlait ni le français ni l'anglais, et Rey fut donc gardé pour le film. Mais ironie de la situation, lors du montage final, le français de Rey avec son accent espagnol fut considéré comme inadmissible par les producteurs, qui décidèrent de doubler tous ses passages en français tout en conservant ses dialogues en anglais.
On relève par ailleurs l'apparition des Three Degrees, célèbre trio de chanteuses noires américaines des années 1970 dans le cabaret où Popeye et Cloudy surveillent Bocca.

### Tournage
Le tournage de French Connection s'est déroulé du 30 novembre 1970 à mars 1971 à New York, Marseille, Cassis et Washington.

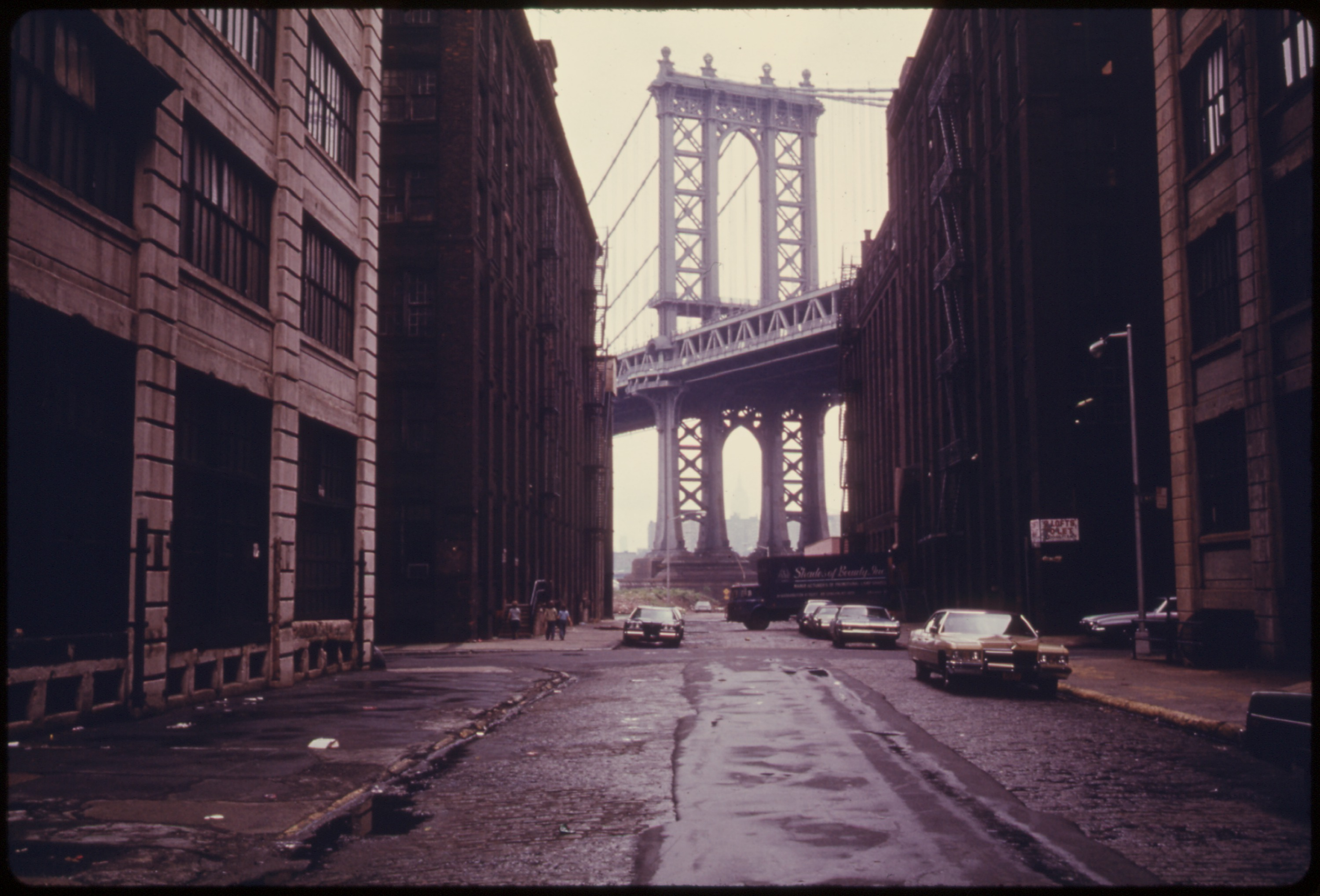
Un des lieux de tournage (Brooklyn) en 1974.

Dans les commentaires de Friedkin dans l'édition DVD de la version Collector du film, Friedkin explique avoir travaillé sur l'aspect documentaire du film. Ce réalisme est le résultat direct de l'influence du film Z de Costa-Gavras. De plus, ce fut le premier film à montrer le World Trade Center : la tour nord est terminée et la tour sud est en cours de construction ; elles peuvent être aperçues en arrière-plan d'une scène.
Friedkin attribue sa décision de diriger le film à une discussion avec le réalisateur Howard Hawks, dont la fille vivait avec Friedkin à l'époque. Friedkin demanda à Hawks ce qu'il pensait de ses films, et Hawks lui répondit sans détours qu'il les trouvait « moches ». Hawks lui recommanda alors de « faire une bonne course-poursuite en voiture. Faire mieux que tous les autres ».

#### Scène de la course-poursuite
Le film est souvent cité pour sa scène la plus célèbre qui est celle de la poursuite en voiture, considérée comme l'une des plus grandes scènes de poursuite de l'histoire du cinéma américain. Dans celle-ci, Popeye réquisitionne la voiture d'un citoyen (une Pontiac LeMans de 1971) puis part à la poursuite finale qui met aux prises le héros au trafiquant de drogue dans le métro aérien de la BMT West End Line de New York. La scène est filmée dans Bensonhurst, à Brooklyn, s'étendant sous la ligne BMT West End Line (actuellement le train D, puis le train B). Cette dernière fonctionne sur une voie surélevée au-dessus de l'avenue Stitllwell sur la 86th Street et New Utrecht Avenue à Brooklyn et la scène se termine au nord de la 62e rue lorsque la rame de tête, arrivée en station, percute une autre rame. Le plan de Friedkin incorpore une conduite avec cinq cascades distinctes :
- Doyle est pris en étau par une voiture à une intersection ;
- la voiture de Doyle se voit couper la route par un camion portant un autocollant Drive Carefully (conduisez prudemment) ;
- Doyle manque de justesse une femme avec une poussette et s'écrase sur un tas d'ordures ;
- la vision de Doyle est bloquée par un camion de déménagement qui l'oblige à percuter une clôture d'acier ;
- Doyle doit aller en sens inverse du trafic pour poursuivre sur un chemin parallèle le train.

Les scènes de voiture sont entrecoupées sous le métro aérien par des images supplémentaires (plans de face de la voiture, plan du point de vue du conducteur). Notamment dans Bushwick, à Brooklyn, lorsque Doyle manque le camion de déménagement et percute une clôture d'acier.

#### Lieux de tournage
French Connection est tourné dans les lieux suivants,, :
- 50th Street et First Avenue à New York, New York, États-Unis (où Doyle attend en dehors du restaurant)
- 82nd Street et Fifth Avenue (près du Metropolitan Museum of Art), New York, New York, États-Unis (hôtel de Weinstock)
- 86th Street à Brooklyn, New York, New York, États-Unis (la scène de la poursuite en voiture)
- 91 Wyckoff Avenue à Bushwick dans Brooklyn, New York, New York, États-Unis (café de Sal et Angie)
- 940 2d Avenue, New York, New York, États-Unis (lorsque Charnier et Nicoli achètent des fruits et Popeye est en train de les observer)
- 177 Mulberry Street près de Broome street dans Little Italy, New York, New York, États-Unis (lorsque Sal fait une chute)
- Avenue de l'Amiral-Ganteaume à Cassis dans les Bouches-du-Rhône en France (maison de Charnier)
- Château d'If à Marseille dans les Bouches-du-Rhône en France (où Charnier et Nicoli rencontrent Devereaux)
- Chez Fon Fon, rue du Vallon des Auffes à Marseille, Bouches-du-Rhône, France (où Charnier dîne)
- Columbia Heights, Brooklyn, New York, New York, États-Unis (où Sal gare la Lincoln)
- Le Copain, 891 First Ave, New York, New York, États-Unis (où Charnier dîne)
- Doral Park Avenue Hotel (de nos jours au 70 Park Avenue Hotel), 38th Street and Park Avenue, New York, New York, États-Unis (hôtel de Devereaux)
- Dover street près du Brooklyn Bridge, New York, New York, États-Unis (où Sal laisse la Lincoln)
- Forest Avenue à Ridgewood dans Queens, New York, New York, États-Unis
- Grand Central Station Shuttle à Manhattan, New York, New York, États-Unis
- Henry Hudson Parkway Route 9A à Junction 24, New York, New York, États-Unis (l'accident de voiture)
- Marlboro Housing Project, Avenues V, W, and X off Stillwell Avenue à Brooklyn, New York, États-Unis (où vit Popeye)
- Montée des Accoules, Marseille, Bouches-du-Rhône, France
- Onderdonk Avenue, Ridgewood, Queens, New York, New York, États-Unis
- Plage du Bestouan, Cassis, Bouches-du-Rhône, France
- Putnam Avenue, Ridgewood, Queens, New York, New York, États-Unis
- Randall's Island, East River, New York, New York, États-Unis
- Ratner's Restaurant, 138 Delancey Street, New York, New York, États-Unis (lorsque Sal et Angie émergent)
- Remsen Street, Brooklyn, New York, New York, États-Unis (lorsque Charnier et Nicoli regardent la voiture être déchargée du bateau)
- Rio Piedras (qui est maintenant démolie), 912 Broadway à Brooklyn, New York, New York, États-Unis (lorsque la filature déguisé en père Noël commence)
- Rapid Park Garage, East 38th Street près de Park Avenue à New York, New York, États-Unis (lorsque Cloudy suit Sal)
- Ronaldo Maia Flowers, 27 East 67th Street at Madison à New York, New York, États-Unis (lorsque Charnier donne le coupon)
- The Roosevelt Hotel, 45th Street & Madison Avenue à Manhattan, New York, New York, États-Unis
- Rue des Moulins et rue du Panier dans le vieux Marseille, Bouches-du-Rhône, France (lorsque les policiers français marchent avec le pain à la main)
- La Samaritaine au 2 quai du Port, Marseille, Bouches-du-Rhône, France
- South Street at Market Street au pied du Manhattan Bridge, New York, New York, États-Unis (où Doyle sort du bar)
- Triborough Bridge à Randall's Island toll bridge sur east end of 125th Street, New York, New York, États-Unis
- Wards Island, New York, New York, États-Unis (la scène finale)
- Washington (district de Columbia), États-Unis (où Charnier et Sal se rencontrent)
- Westbury Hotel, 15 East 69th Street, Manhattan, New York, New York, États-Unis (hôtel de Charnier)

## Accueil

### Accueil critique
French Connection a obtenu un accueil critique unanimement favorable, avec 98 % d'avis positifs sur le site Rotten Tomatoes, pour quarante-sept commentaires collectés et une note moyenne de 8.6⁄10 et un score de 96⁄100 sur le site Metacritic pour quatre commentaires collectés.

### Box-office
Tourné pour un budget de 1,8 million de dollars, French Connection rencontra un important succès commercial, où il totalisa 51,7 millions de dollars de recettes sur le territoire américain en fin d'exploitation (soit plus de 256 933 300 dollars avec l'inflation en 2014) et 2 154 207 entrées en France. Les recettes mondiales atteignent entre 75 et 80 millions de dollars de recettes,.

## Distinctions
Sauf indication contraire, les informations mentionnées dans cette section peuvent être confirmées par les bases de données cinématographiques  présentes dans la section « Liens externes ».
En 1972, French Connection est récompensé de cinq Oscars,. La même année, le film est récompensé de trois Golden Globes .
| Événement                              | Catégorie                               | Personne nommée                            | Résultat   |
| -------------------------------------- | --------------------------------------- | ------------------------------------------ | ---------- |
| Oscars, 1972,                          | Meilleur film                           | Philip D'Antoni                            | Lauréat    |
| Oscars, 1972,                          | Meilleur réalisateur                    | William Friedkin                           | Lauréat    |
| Oscars, 1972,                          | Meilleur acteur                         | Gene Hackman                               | Lauréat    |
| Oscars, 1972,                          | Meilleur scénario adapté                | Ernest Tidyman                             | Lauréat    |
| Oscars, 1972,                          | Meilleur montage                        | Gerald B. Greenberg                        | Lauréat    |
| Oscars, 1972,                          | Meilleur acteur dans un second rôle     | Roy Scheider                               | Nomination |
| Oscars, 1972,                          | Meilleure photographie                  | Owen Roizman                               | Nomination |
| Oscars, 1972,                          | Meilleur mixage de son                  | Theodore Soderberg (en) Chris Newman       | Nomination |
| American Cinema Editors, 1972          | Meilleur montage                        | Gerald B. Greenberg                        | Nomination |
| BAFTA, 1973                            | Meilleur acteur                         | Gene Hackman                               | Lauréat    |
| BAFTA, 1973                            | Meilleur montage                        | Gerald B. Greenberg                        | Lauréat    |
| BAFTA, 1973                            | Meilleur réalisateur                    | William Friedkin                           | Nomination |
| BAFTA, 1973                            | Meilleur film                           | Philip D'Antoni                            | Nomination |
| BAFTA, 1973                            | Meilleur bande-son originale            | Christopher Newman Theodore Soderberg (en) | Nomination |
| Prix David di Donatello, 1972          | Meilleur film étranger                  | Philip D'Antoni                            | Lauréat    |
| Directors Guild of America, 1972       | Outstanding Directorial Achievement     | William Friedkin                           | Lauréat    |
| Prix Edgar-Allan-Poe, 1972             | Meilleur film                           | Ernest Tidyman                             | Lauréat    |
| Golden Globes, 1972                    | Meilleur film dramatique                | Philip D'Antoni                            | Lauréat    |
| Golden Globes, 1972                    | Meilleur réalisateur                    | William Friedkin                           | Lauréat    |
| Golden Globes, 1972                    | Meilleur acteur dans un film dramatique | Gene Hackman                               | Lauréat    |
| Golden Globes, 1972                    | Meilleur scénario                       | Ernest Tidyman                             | Nomination |
| Kansas City Film Critics Circle, 1972  | Meilleur acteur                         | Gene Hackman                               | Lauréat    |
| Kansas City Film Critics Circle, 1972  | Meilleur film                           | Ernest Tidyman                             | Lauréat    |
| National Society of Film Critics, 1972 | Meilleur acteur                         | Gene Hackman                               | Nomination |
| New York Film Critics Circle, 1971     | Meilleur acteur                         | Gene Hackman                               | Lauréat    |
| New York Film Critics Circle, 1971     | Meilleur film                           | Ernest Tidyman                             | Nomination |
| Writers Guild of America, 1972         | Meilleur scénario dramatique adapté     | Ernest Tidyman                             | Nomination |

## Suites et adaptations
Le film donne lieu à une suite, French Connection 2, réalisée par John Frankenheimer en 1975. Gene Hackman et Fernando Rey y reprennent chacun leur rôle.
Bien que n'étant pas une suite du film, Police Puissance 7 (The Seven-Ups), sorti en 1973, a un scénario proche de French Connection avec, comme acteurs principaux, Roy Scheider et Tony Lo Bianco. Il est produit et dirigé par Philip D'Antoni sur un scénario de Sonny Grosso et le film comprend une scène de course de voitures chorégraphiée par Bill Hickman (en). La bande originale du film est aussi de Don Ellis.
La scène de French Connection où la Lincoln Continental est démantelée par Popeye, Russo et l'équipe de mécaniciens de la police pour chercher la drogue a inspiré la scène d'un épisode de Police Squad, la différence étant que la drogue ne se trouvait pas dans les marchepieds mais dans la boîte à gants. Lors de cette scène, l’outil pneumatique qui sert à dessertir les marchepieds de l’auto pour y dénicher la drogue reprend en fonctionnant le thème musical du film[pas clair].

## Sortie vidéo
Le film connaît de nombreuses sorties en format vidéo VHS. En 2009, il est l'objet d'une sortie en Blu-ray. William Friedkin effectua un étalonnage de couleur controversé donnant un aspect visuel avec des couleurs trop « froides ». Le directeur de la photographie, Owen Roizman, qui n'avait pas été consulté au sujet des changements, considéra le résultat comme « atroce ». La version Blu-ray avec un étalonnage remanié supervisé à la fois par Friedkin et Roizman est plus fidèle à l'œuvre originale.